# It Smells Like Frogs
 (septembre 2013).
Si vous disposez d'ouvrages ou d'articles de référence ou si vous connaissez des sites web de qualité traitant du thème abordé ici, merci de compléter l'article en donnant les références utiles à sa vérifiabilité et en les liant à la section « Notes et références ».
Albums de Buckethead
Hollowed Out
(2013) Twisterlend
(2013)
It Smells Like Frogs est le 67e album de Buckethead et le 38e volume de la série « Buckethead Pikes ». Il fut offert le 22 novembre 2013 en version numérique et en version limitée (300 exemplaires) consistant d'un album à pochette vierge dédicacée et numérotée de 1 à 300 par Buckethead pour être livré le 3 décembre.
Une version standard a été annoncée, mais n'est toujours pas disponible.

## Liste des titres
| 1.    | Gold Dragon Part 1   | 3:49 |
| 2.    | Gold Dragon Part 2   | 3:37 |
| 3.    | Gold Dragon Part 3   | 3:27 |
| 4.    | Gold Dragon Part 4   | 4:38 |
| 5.    | Gold Dragon Part 5   | 3:42 |
| 6.    | Gold Dragon Part 6   | 5:18 |
| 7.    | It Smells Like Frogs | 6:37 |
| 31:08 |                      |      |